# Колоне (Павија)
Колоне (итал. Colonne) је насеље у Италији у округу Павија, региону Ломбардија.
Према процени из 2011. у насељу је живело 87 становника. Насеље се налази на надморској висини од 62 м.